# Voetbalkampioenschap van Sao Tomé
Het voetbalkampioenschap van Sao Tomé (Portugees: Liga Insular de São Tomé) is de voetbalcompetitie van het eiland Sao Tomé. De winnaar van deze competitie plaatst zich voor het voetbalkampioenschap van Sao Tomé en Principe waar tegen de winnaar van het voetbalkampioenschap van Principe wordt gespeeld. De winnaar van deze competitie wint meestal ook de titel van het gehele land, 23 van de 30 keer won een club uit Sao Tomé het landskampioenschap.

## Clubs 2015
De volgende tien clubs speelden mee in de competitie van 2015.
- FC Aliança Nacional (7e in 2014)
- Bairros Unidos FC (3e in 2014)
- UD Correia (gepromoveerd in 2014)
- Folha Fede (gepromoveerd in 2014)
- Juba Diogo Simão (5e in 2014)
- FC Neves (6e in 2014)
- Sporting Clube Praia Cruz (2e in 2014)
- União Desportiva Rei Amador (1e in 2014)
- Vitória FC (Riboque) (4e in 2014)
- Santana FC (8e in 2014)

## Kampioenen
- 1977: Vitória FC
- 1978: Vitória FC
- 1979: Vitória FC
- 1980: Desportivo de Guadalupe
- 1981: Desportivo de Guadalupe
- 1982: Sporting Clube Praia Cruz
- 1983: geen kampioenschap
- 1984: Andorinha Sport Club
- 1985: Sporting Clube Praia Cruz
- 1986: Vitória FC
- 1987: geen kampioenschap
- 1988: 6 de Setembro
- 1989: Vitória FC

- 1990: onbekend
- 1991: Santana FC
- 1992: geen kampioenschap
- 1993: onbekend
- 1994: Sporting Clube Praia Cruz
- 1995: Inter Bom-Bom
- 1996: Caixão Grande
- 1997: geen kampioenschap
- 1998: onbekend
- 1999: Sporting Clube Praia Cruz
- 2000: Inter Bom-Bom
- 2001: Bairros Unidos FC
- 2002: geen kampioenschap

- 2003: Inter Bom-Bom
- 2004: UDESCAI
- 2005: geen kampioenschap
- 2006: geen kampioenschap
- 2007: Sporting Clube Praia Cruz
- 2008: geen kampioenschap
- 2009: Vitória FC
- 2011: Vitória FC
- 2012: Sporting Clube Praia Cruz
- 2013: Sporting Clube Praia Cruz
- 2014: União Desportiva Rei Amador
- 2015: Sporting Clube Praia Cruz

### Per club
| Titels | Club                        | Jaar                                           |
| ------ | --------------------------- | ---------------------------------------------- |
| 8      | Sporting Clube Praia Cruz   | 1982, 1985, 1994, 1999, 2007, 2012, 2013, 2015 |
| 7      | Vitória FC                  | 1977, 1978, 1979, 1986, 1989, 2009, 2011       |
| 3      | Inter Bom-Bom               | 1995, 2000, 2003                               |
| 2      | Desportivo de Guadalupe     | 1980, 1981                                     |
| 2      | Bairros Unidos FC           | 1996, 2001                                     |
| 1      | Andorinha Sport Club        | 1984                                           |
| 1      | 6 de Setembro               | 1988                                           |
| 1      | Santana FC                  | 1991                                           |
| 1      | UDESCAI                     | 2004                                           |
| 1      | União Desportiva Rei Amador | 2014                                           |

Eerste niveau: FC Aliança Nacional · Bairros Unidos FC · UD Correia · Folha Fede · Juba Diogo Simão · FC Neves · Praia Cruz · UDRA · Vitória FC · Santana FC
Tweede niveau: Agrosport · Amador · Guadalupe · Inter Bom-Bom · Desportivo Marítimo · Kê Morabeza · Oque d'El Rei · Porto Alegre · Ribeira Peixe · Trindade FC
Derde niveau: Andorinha Sport Club · Boavista · Desportivo Conde · Cruz Vermelha · Diogo Vaz · Otótó · Santa Margarida · Sporting São Tomé · UDESCAI · Varzim FC
Voormalige clubs: 6 de Setembro · Bela Vista · Os Dinâmicos ·  Palmar
Voetbalfederatie · Nationaal stadion · Mannenelftal · Landskampioenschap mannen · Eilandcompetitie Sao Tomé (tweede niveau · derde niveau) · Eilandcompetitie Principe · Beker mannen · Vrouwenelftal · Landskampioenschap vrouwen